# Mount Meru (vulkaan)
Mount Meru is een actieve stratovulkaan in Tanzania 70 kilometer ten westen van de berg Kilimanjaro. Hij is 4566 m hoog. De berg verloor 8.000 jaar geleden een deel van zijn volume door een vulkaanuitbarsting in oostelijke richting. Ongeveer honderd jaar geleden was er nog een kleine uitbarsting. Hierbij werd een nieuwe kleine vulkaan gevormd in de grote krater, de 'ash cone' (3500 m). Ten noorden van de Mount Meru bevindt zich de Little Meru met een hoogte van 3800 m.
Mount Meru ligt in het midden van Arusha National Park. De hellingen zijn vruchtbaar en rijzen uit boven de omgevende savanne. In de bossen leeft veel wild, waaronder bijna 400 soorten vogels, en verder apen en luipaarden.
De beklimming van de berg start bij de Momella Gate op 1500 m. Op de Mount Meru is er slechts 1 route en deze neemt 3 tot 4 dagen in beslag. De eerste dag is een wandeling van 10 km met een hoogteverschil van 1000 m tot de Miriakamba hut op 2500 m. De hut bevindt zich ter hoogte van de vloer van krater van de grote uitbarsting en heeft een zeer degelijke infrastructuur. De volgende dag is een steile klim naar de Saddle Hut (3500m). Op diezelfde dag wordt meestal ook de mogelijkheid geboden om de Little Meru te beklimmen met een prachtig uitzicht over de krater, de ash cone en het Arusha National Park. De top wordt steeds op de derde dag beklommen. Deze tocht start altijd rond middernacht om tegen zonsopgang de top te bereiken. De steile klim is technisch moeilijker dan de vorige dagen en loopt bijna volledig over de kraterrand tot Socialist Peak. De afdaling kan vervolgens in één of in twee dagen worden afgewerkt , ngl. de organisatie waarmee de Mount Meru beklommen wordt.
Op de top staat een metalen vlag van Tanzania van twee meter hoog, en een betonnen mijlpaal met de inscriptie "Socialist Peak 4562.13M".
Het Arusha National Park is te voet enkel toegankelijk onder begeleiding van een ranger van het park. Dit geldt ook voor de beklimming die verder al dan niet met koks en dragers kan gebeuren.

## Galerij

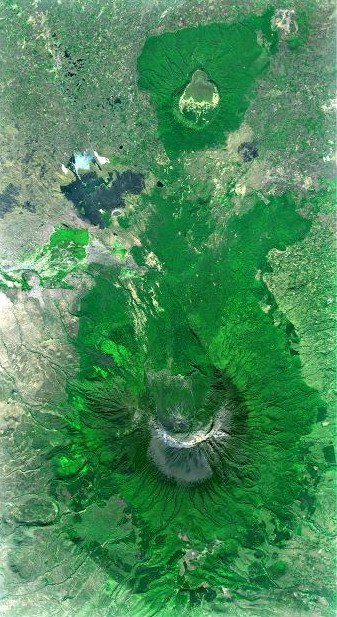
Mount Meru en de Ngurdoto-krater vanuit de ruimte
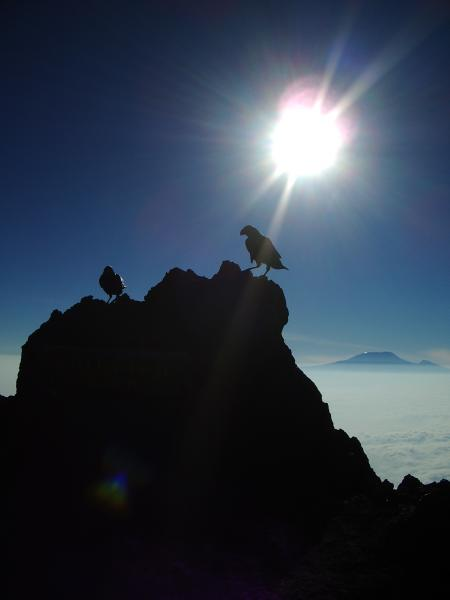
Zicht op Mount Meru naar de Kilimanjaro
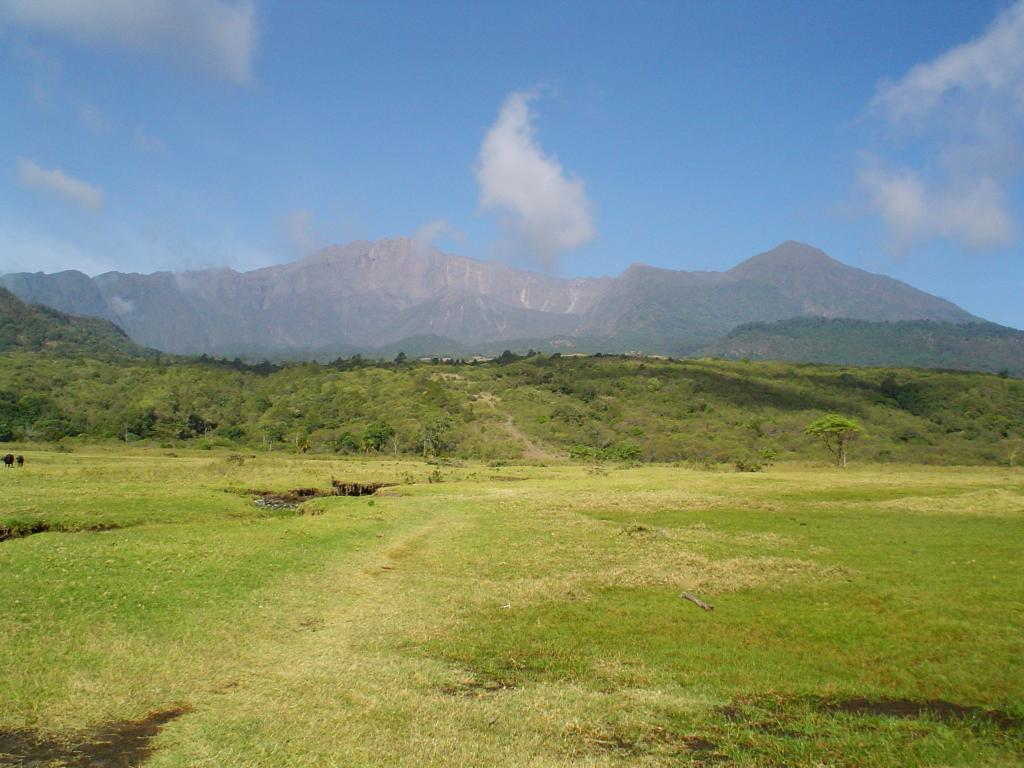
Mount Meru vanaf Momella gate
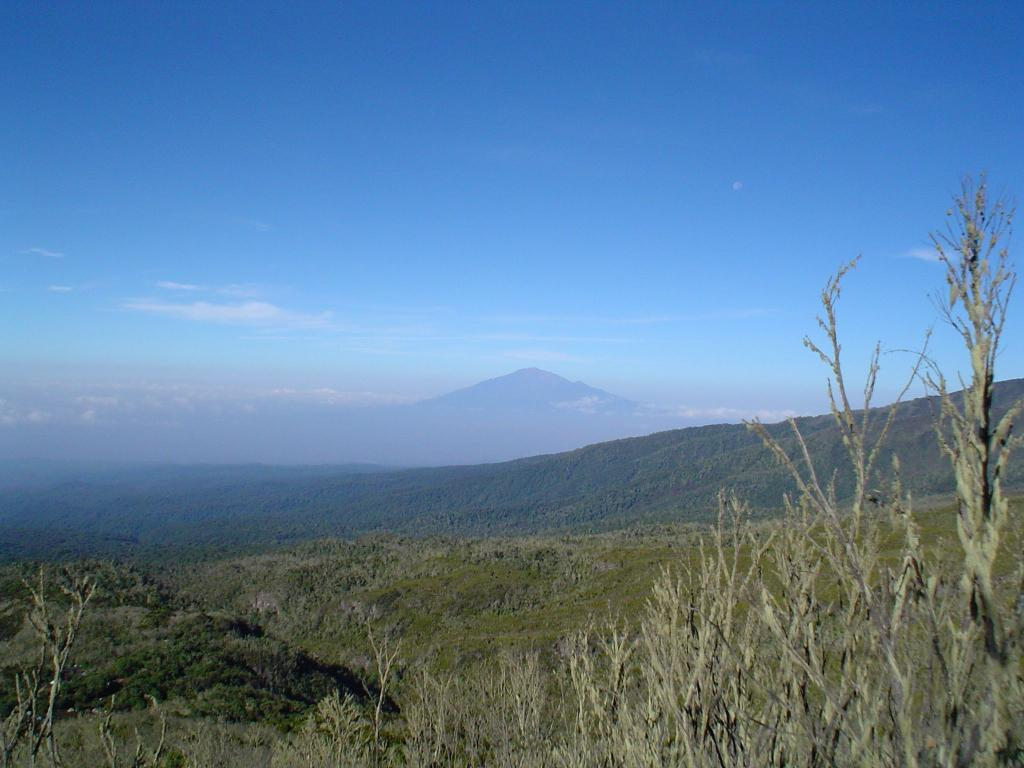
Mount Meru vanaf Machame Hut
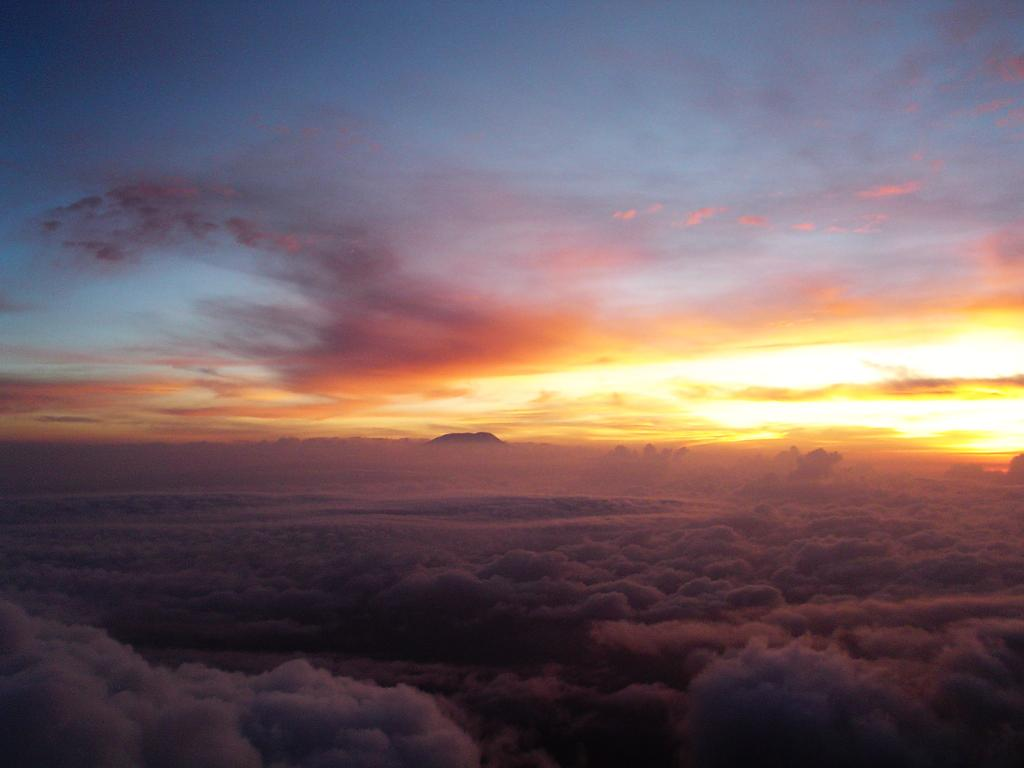
Zonsopgang tegen Mount Kili vanaf de top van Mount Meru
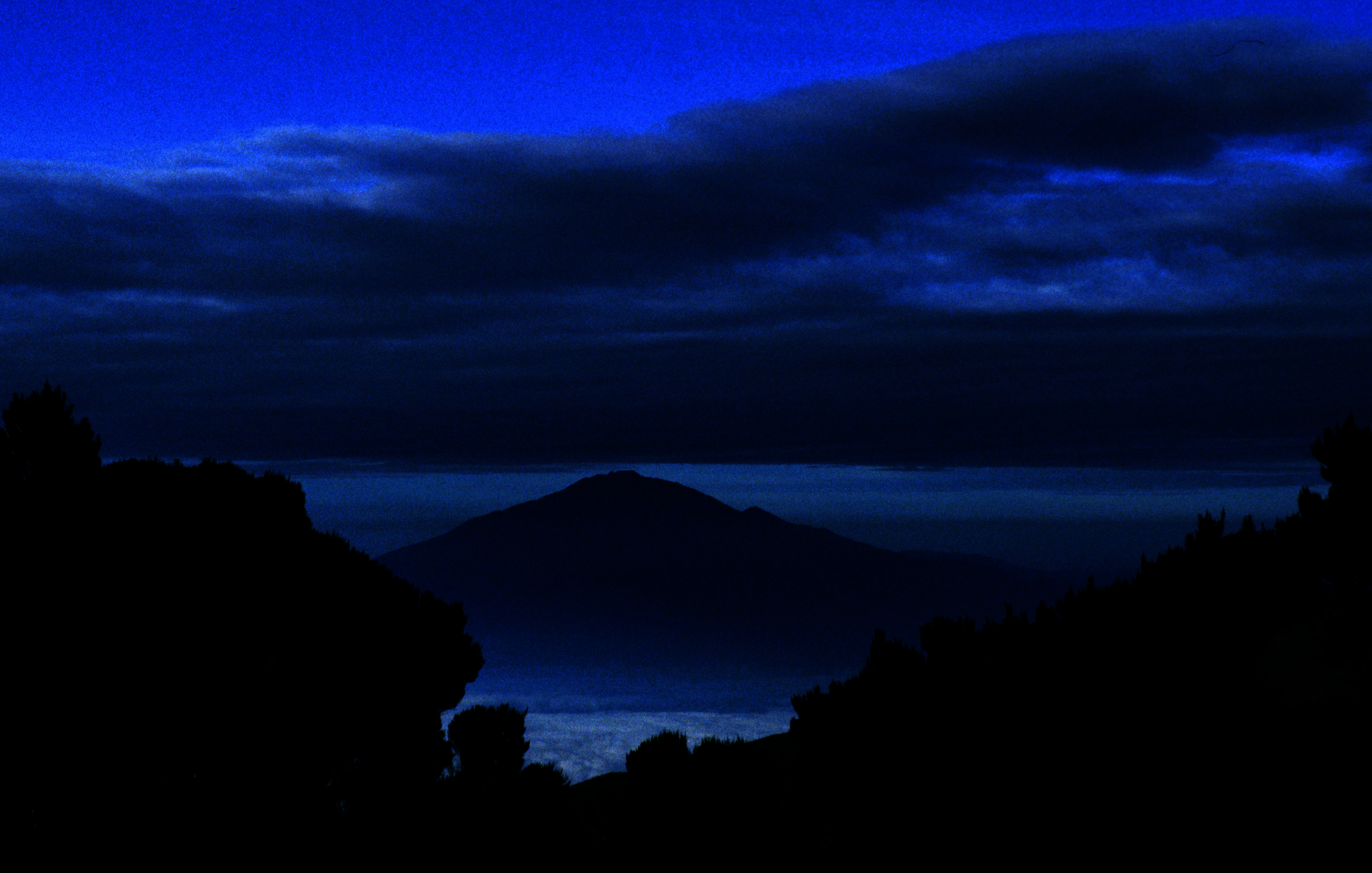
Beeld van Mount Meru vanaf de Kilimanjaro